# コボル12コロニー
コボル12コロニーは、テレビドラマ『宇宙空母ギャラクティカ』シリーズに登場する12の植民惑星の連合体。聖典（Sacred Scrolls）によると、人類発祥の星であるコボルを脱出した13の部族のうち12の部族が設立したとされる。それぞれの植民星は、十二宮に由来して名付けられている。
- タウロン（Tauron：Taurus - おうし座）　サイロンとの休戦ライン付近で軍事演習をしていた為サイロンを刺激してしまったとされる。ケイン提督の出身地。
- カンセロン（Canceron：Cancer - 蟹座）
- カプリカ（Caprica：Capricorn - やぎ座）- 首都のカプリカ・シティーは、「コボル12コロニー」の首都を兼ねる。サイロンの攻撃で放射線濃度が高く抗放射能薬を打っていないと生存できない。ウィリアム・アダマ一家の出身地で上級士官も多く輩出している。
- アリロン（Aerelon：Ares - おひつじ座）- 比較的貧しく、農業を中心としたコロニー。ガイアス・バルターの出身地。
- リブラ（Libra：Libra - てんびん座）
- レオニス（Leonis：Leo - しし座）
- ヴァーゴン（Virgon：Virgo - おとめ座）
- アクアリア（Aquaria：Aquarius - みずがめ座）
- スコーピア（Scorpia：Scorpio - さそり座）
- サジタロン（Sagittaron：Sagittarius - いて座） - トム・ザレックを代表として選んだコロニー。薬などによる治療を嫌っている。アナスタシア・デュアラの出身地。
- ジェミノン（Geminon：Gemini - ふたご座）- コボルの神への信仰心が厚いコロニー
- パイコン（Picon：Pisces - うお座）